# Březinky
Březinky est une commune du district de Svitavy, dans la région de Pardubice, en République tchèque. Sa population s'élevait à 126 habitants en 2024.

## Géographie
Březina se trouve à 26 km au sud-est de Svitavy, à 84 km au sud-est de Pardubice et à 175 km à l'est-sud-est de Prague.
La commune est limitée par Chornice au nord, par Vysoká au nord-est, par Kladky à l'est, par Biskupice au sud et à l'ouest.

## Histoire
La première mention écrite du village date de 1361.

## Administration
La commune se compose deux sections :
- Březinky
- Nectava

## Galerie

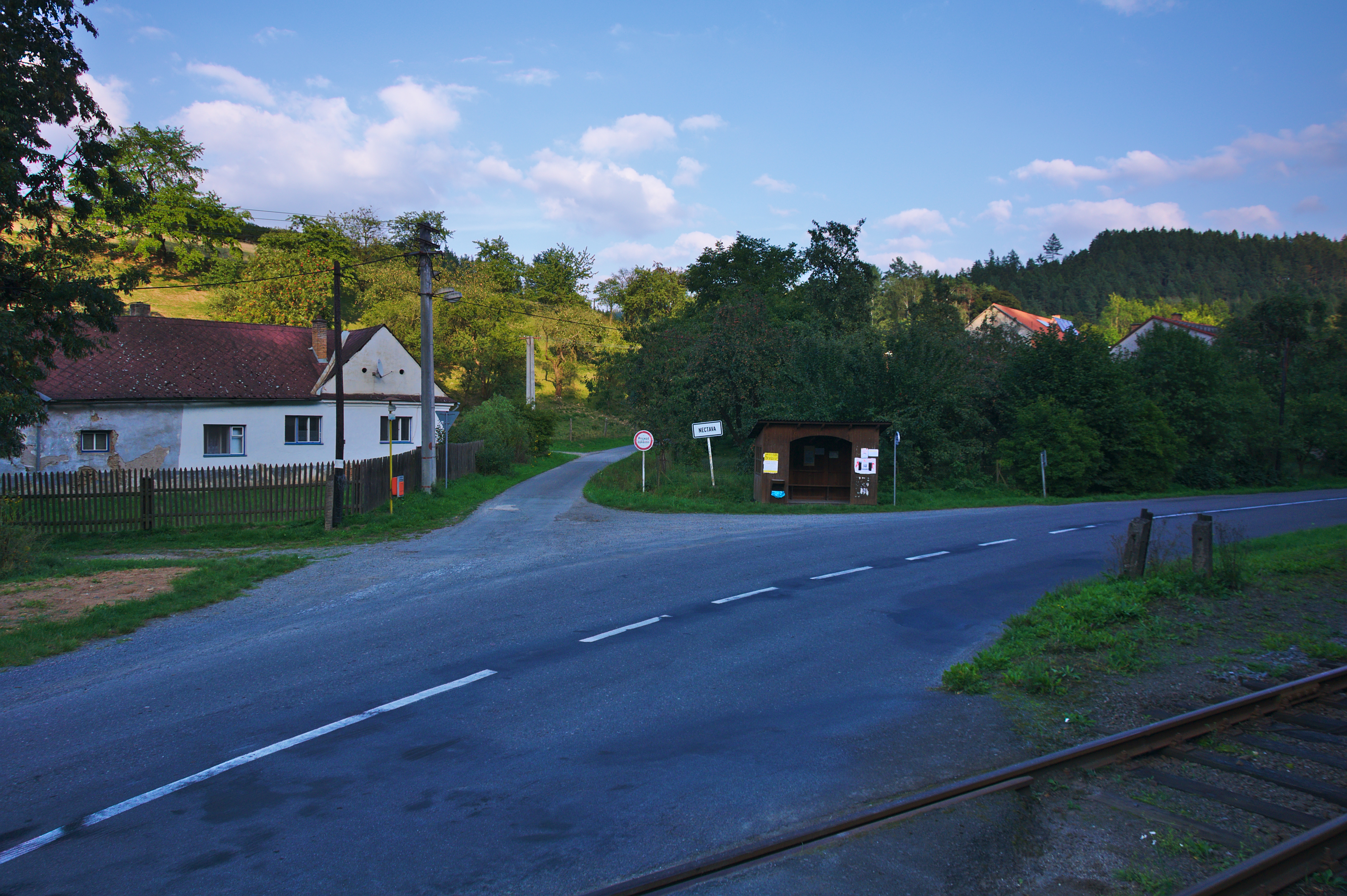
Carrefour à Nectava.
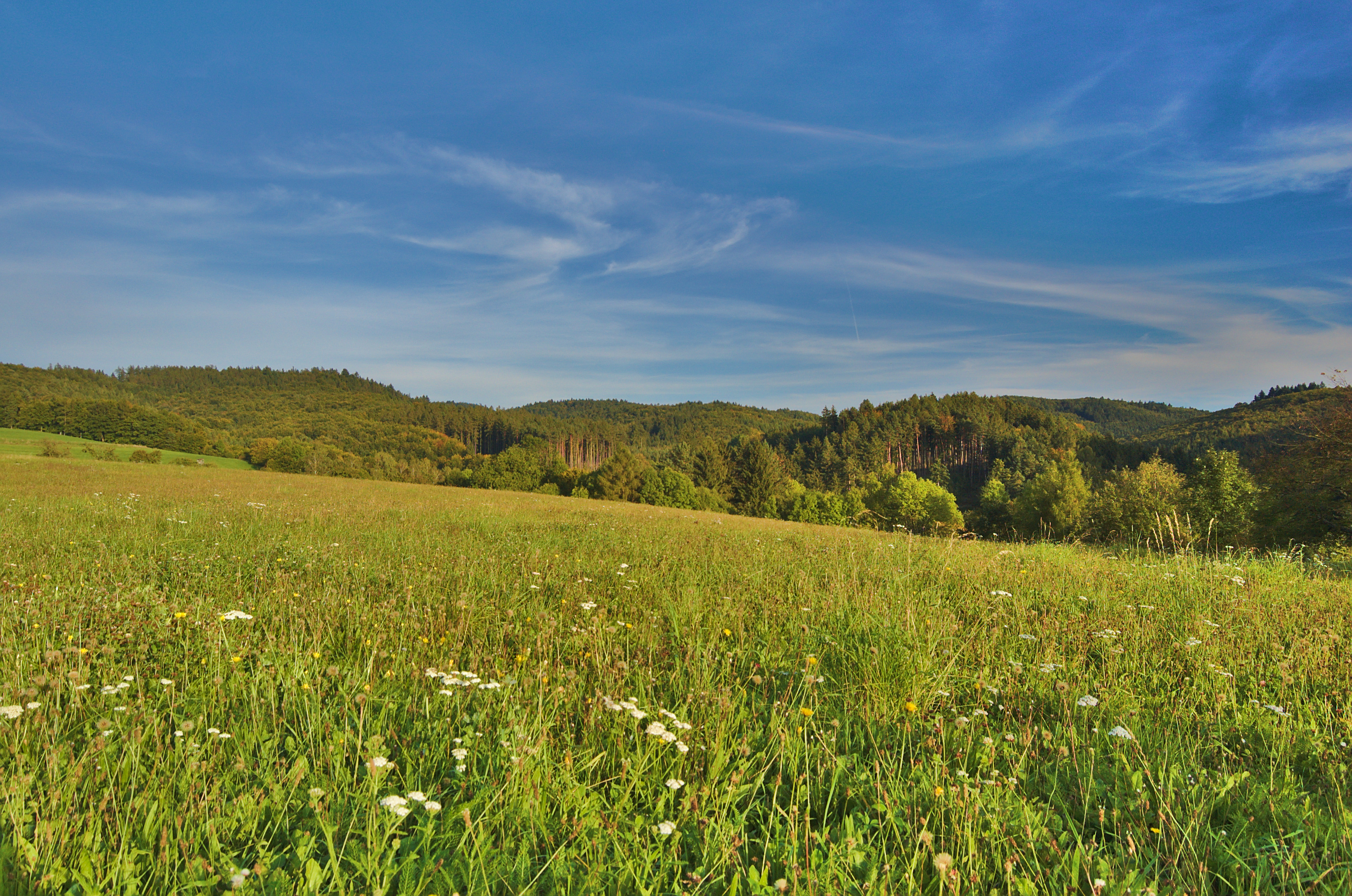
Parc naturel Bohdalov-Hartinkov.

## Transports
Par la route, Březinky se trouve à 8 km de Jevíčko, à 36 km de Svitavy, à 126 km de Pardubice et à 243 km de Prague.